# Tjulpan
2S4 Tjulpan (rusko 2С4 «Тюльпан» - "Tulipan" je sovjetski 240 mm samovozni minomet. Tjulpan ima petččlansko posadko. Doseg projektilov je okrog 9 kilometrov, obstajajo pa tudi projektili z dosegom 20 kilometrov. Standardni projektili ima so težki okrog 130 kilogramov. Projektili so lahko visokoekplozivni, kemični, prebojni ali pa jedrski. Hitrost streljanja je okrog 1 projektil/minuto. 
Tjulpan je najtežji operativni minomet na svetu. 
Bojno se je uporabljal v Afganistanu in Čečenskih kofliktih. Julija 2015 je OSCE med opazovalno misijo med vojno v Donbasu opazil 2S4 Tjulpan na ozemlju samooklicane Donecke ljudske republike, čeprav Rusija ne priznava, da je napadla Ukrajino.
Med rusko invazijo na Ukrajino 2022 je bilo do marca 2024 vizualno potrjenih najmanj 44 uničenih primerkov Tjulpana.